# 奈良真養
奈良真養（1896年11月30日—1977年11月26日），日本戰前電影演員，生於秋田縣北秋郡大館町（現在為大館市）。由於父親是礦山師的關係，他在大館中學畢業後，在小阪礦山做了三年的礦山事務員，後來又到農商務省工業試驗所執行三年勤務。之後，進入由小山內薰所擔任校長的松竹映畫研究所，但是學校在一年之後解散，他便進入松竹的蒲田攝影所，往後成為松竹的基本演員。畢生拍過一百多部電影，幾乎清一色為松竹的電影，他可以說是松竹的主要演員之一。